# Nomparedes
Nomparedes es una localidad española del municipio de Tejado, perteneciente a la provincia de Soria, en la comunidad autónoma de Castilla y León. Está ubicada en la comarca de Campo de Gómara.

## Geografía
Esta pequeña población de la comarca de Campo de Gómara está ubicada en el centro de la provincia de Soria, al sureste de la capital en el valle del río Rituerto. Pertenece al partido judicial de Soria.

## Historia
El censo de Pecheros de 1528, en el que no se contaban eclesiásticos, hidalgos y nobles, registraba la existencia 36 pecheros, es decir unidades familiares que pagaban impuestos.
Lugar que durante la Edad Media perteneció a la Comunidad de Villa y Tierra de Soria formando parte del Sexmo de Lubia.
A la caída del Antiguo Régimen la localidad se constituye en municipio constitucional en la región de Castilla la Vieja, partido de Soria  que en el censo de 1842 contaba con 39  hogares y  160 vecinos. Hacia mediados del siglo XIX, el lugar tenía contabilizadas unas 40 casas. La localidad aparece descrita en el decimosegundo volumen del Diccionario geográfico-estadístico-histórico de España y sus posesiones de Ultramar de Pascual Madoz de la siguiente manera:

NOMPAREDES: l. con ayunt. en la prov. y part. jud. de Soria (4 leg.)  aud. terr. de Burgos (44), dióc. de Osma (14): sit. en terreno llano, con libre ventilacion y clima saludable ; tiene 40 casas; la consistorial; escuela de instruccion primaria á cargo de un maestro, sacristan y secretario de ayunt. que percibe una corta dotacion; una igl. parr. servida por un teniente cura: térm. confina con los de Alparrache, Bliecos, Sauquillo y Borjabad: el terreno es quebrado y de mediana calidad; comprende algunos prados de pasto: caminos: los locales en mediano estado, particularmente en tiempos lluviosos: correo: se recibe y despacha en la adm. de Soria: prod.: cereales, legumbres y pastos, con los que se mantiene ganado lanar y las caballerias necesarias para la agricultura: pobl.: 39 vec., 160 alm. cap. imp.: 51,443 rs. 30 mrs.
(Madoz, 1849, p. 179)

A mediados del siglo XIX crece el municipio porque incorpora a Boñices. El municipio de Nomparedes desapareció en 1966, al fusionarse con los de Tejado, Castil de Tierra y Sauquillo de Boñices.

## Demografía
| Gráfica de evolución demográfica de Nomparedes entre 1842 y 1960 |
| |
| Población de derecho según los censos de población del INE Población de hecho según los censos de población del INEEntre el censo de 1857 y el anterior, crece el término del municipio porque incorpora a 425015 (Boñices) Entre el censo de 1970 y el anterior, este municipio desaparece porque se integra en el municipio 42183 (Tejado) |

En el año 2000 contaba con 43 habitantes, concentrados en el núcleo principal, pasando a 27 en 2014.

## Patrimonio
En la localidad se encuentra la iglesia de la Natividad de Nuestra Señora, de estilo gótico. En el municipio también está ubicada la ermita de la Virgen de la Vega de Valdemoro

## Fiestas
- 1 de julio.
- Virgen de la Vega 8 de septiembre.